# 남한강 자전거길
남한강 자전거길(南漢江 自轉車길)은 남한강에 있는 자전거 도로이다.
긴 말 필요없이 대한민국 최고의 자전거 전용코스다. 높낮이, 노면상태, 주변 볼거리 등등 모든게 최고 수준의 자전거길이다.
한강 자전거길(서울한강 자전거길)의 팔당대교에서 능내역, 구양수철교 등지를 거쳐 양평역 앞에 이른 뒤, 여주시 등을 거쳐 충주시에 이르는 자전거 도로이다. 종점에서 새재 자전거길과 연결되어 낙동강 자전거길을 따라 부산까지 남한을 종주할 수 있다.

## 사진

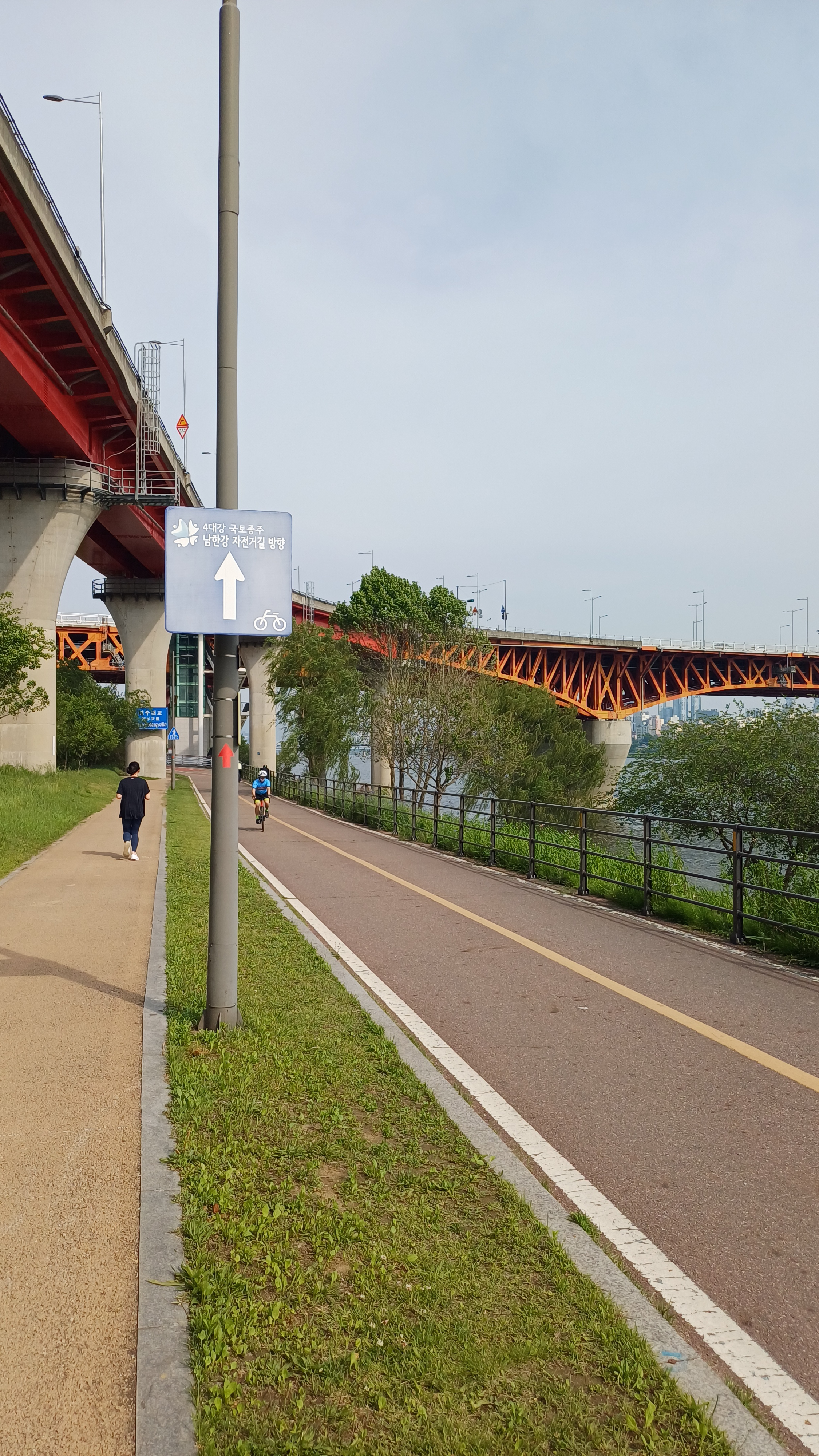
성수대교 하부 자전거 길

## 같이 보기
- 낙동강 자전거길
- 북한강 자전거길